# Moduł Peltiera

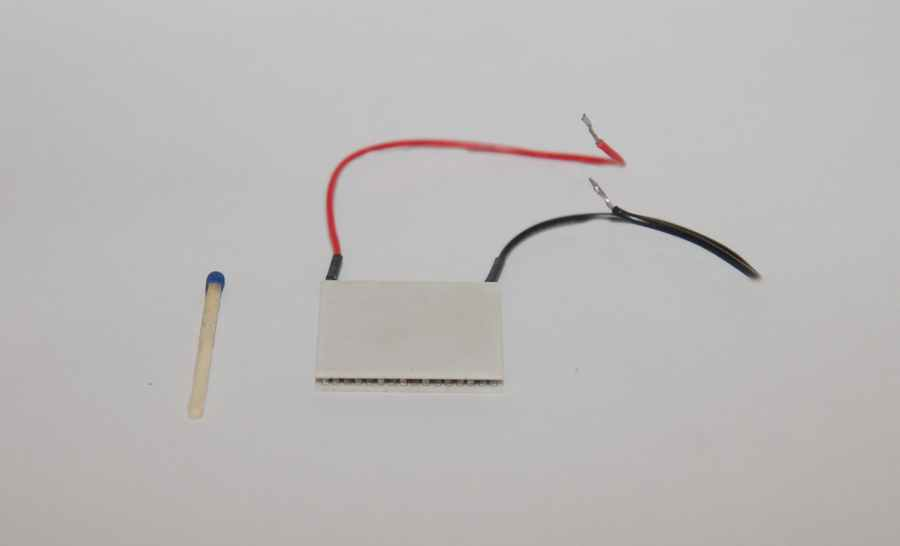
Moduł Peltiera

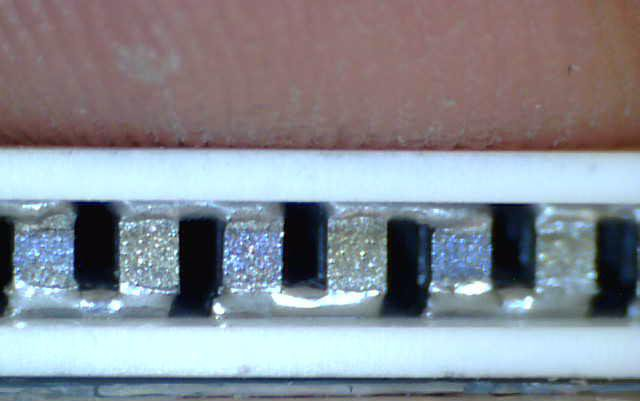
Przekrój modułu Peltiera

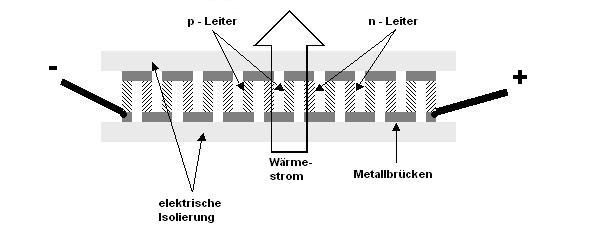
Budowa modułu Peltiera

Moduł Peltiera (zwany także ogniwem Peltiera) – urządzenie elektryczne wykorzystujące efekt Peltiera do realizacji funkcji chłodzenia.

## Typowa budowa
Ogniwo Peltiera jest elementem półprzewodnikowym zbudowanym z dwóch cienkich płytek (ceramika tlenków glinu), pomiędzy którymi znajdują się – dzięki miedzianym ścieżkom na wewnętrznych powierzchniach płytek obudowy ceramicznej – szeregowo ułożone półprzewodniki (naprzemiennie typ p i n) wykonane z tellurku bizmutu domieszkowanego antymonem i selenem.

## Zasada działania
W strukturze półprzewodnika p występuje niedostateczna liczba elektronów, aby w pełni obsadzić górny poziom energetyczny, natomiast w półprzewodniku n występuje nadmiar elektronów. W momencie przepływu prądu (elektrony płyną od półprzewodnika typu n do p) elektrony stają się ładunkami nadmiarowymi, więc muszą zwiększyć swoją energię kosztem energii cieplnej z otoczenia. Kiedy prąd płynie w odwrotnym kierunku elektrony przechodzą do stanu o niższej energii, co powoduje wydzielenie ciepła, wobec czego jedna ze stron modułu może działać jako chłodnica, a druga jako grzejnik.  
Ilość odprowadzonego ciepła zależna jest od natężenia płynącego prądu, jednak przepływ prądu przez układ powoduje wydzielanie się ciepła w samym module (w wyniku oporu elektrycznego – ciepło Joule’a). Przy zwiększeniu natężenia prądu, zwiększa się ilość transportowanego ciepła, ale także ilość ciepła wydzielanego przez moduł. Przy określonym natężeniu zachodzi zrównanie się ilości ciepła powstającego i ciepła transportowanego (będzie to maksymalna wydajność modułu, natomiast po zimnej stronie układu powstanie najniższa możliwa temperatura). Do odprowadzenia powstającego w układzie ciepła może posłużyć radiator, radiator z wentylatorem lub chłodzenie wodą. 

## Zastosowanie
Ogniwo Peltiera wykorzystywane jest w urządzeniach chłodniczych. Istotną jego cechą jest możliwość regulacji temperatury przekazywanej, w zależności od przyłożonego do układu natężenia prądu elektrycznego, co pozwala na precyzyjne określenie temperatury chłodzenia. Przykładami wykorzystania modułów Peltiera są:
- przechowywanie i transport tkanek oraz preparatów biologicznych,
- komory klimatyczne,
- termocyklery,
- chłodzenie nagrzewających się elementów elektronicznych, w tym m.in. procesorów i kart graficznych komputerów,
- chłodzenie generatorów wysokiej mocy,
- chłodzenie diod laserowych,
- urządzenia wzorcowe temperatury o wysokiej dokładności (mierniki),
- termostaty do akwarium i terrarium,
- przenośne lodówki,
- komory do przechowywania win,
- regulacja temperatury w pojazdach[2],
- inne procesy i urządzenia wymagające precyzyjnej regulacji temperatury.

Wydajność chłodzenia za pomocą ogniw Peltiera może być zwiększona poprzez połączenie dwóch ogniw – po połączeniu strony gorącej jednego modułu ze stroną zimną modułu kolejnego. W zależności od liczby połączonych w ten sposób elementów, można uzyskiwać coraz niższe temperatury, co ograniczone jest tylko maksymalną wydajnością całego układu. Ze względu na wydzielanie ciepła Joule’a przez każde z ogniw, poziom następny musi odprowadzić ciepło przekazywane oraz wytworzone przez poprzednie poziomy, co prowadzi do konieczności łączenia ogniw w strukturę piramidalną oraz zastosowania dodatkowego chłodzenia.

## Wady i zalety
| Zalety | Wady |
| --- | --- |
| - sztywna konstrukcja (wytrzymałość mechaniczna) - brak ruchomych elementów w ogniwie - brak czynnika chłodzącego - ogniwo może mieć dowolny kształt - możliwość łączenia kilku ogniw (zwiększenie wydajności) - wysoka żywotność (ok. 200 tys. godzin) | - wymaga wydajnego zasilania (5–40 A) - wydziela stosunkowo duże ilości ciepła (potrzebuje chłodzenia) - łatwo można je uszkodzić zbyt wysokim napięciem (ceramikę jak i złącza n-p z) |